# Edgar Reinhardt
Edgar Reinhardt (* 21. Mai 1914 in Mülheim an der Ruhr; † 11. Januar 1985 in Kapstadt) war ein deutscher Feldhandballspieler und Goldmedaillengewinner bei den Olympischen Sommerspielen 1936 in Berlin.

## Sportliche Karriere
Im Styrumer Turnverein begann Edgar Reinhardt seine Karriere als Leichtathlet, um dann in der Jugendmannschaft des Vereins als Handballer aktiv zu werden. Nach einem kurzen Zwischenspiel beim Polizeisportverein Mülheim wechselte er 1932 auf Betreiben seines älteren Bruders Harald zum RSV Mülheim. Dort machte er nach einigen Spielen in der Reserve als Rechtsaußen-Stürmer auf sich aufmerksam. Der Deutsche Handballbund erkannte sein Talent und setzte ihn ab 1934 in mehreren Länderspielen ein, u. a. gegen die Niederlande und Ungarn. Bei den Olympischen Sommerspielen 1936 in Berlin gewann er mit der deutschen Nationalmannschaft die Goldmedaille im Feldhandball. Dabei erzielte Reinhardt in zwei Spielen vier Tore.
1937 verließ Edgar Reinhardt Mülheim an der Ruhr und zog nach Leipzig, wo er sich dem Militärsportverein anschloss. Mit Reinhardt im Sturm gelang es dem MTSA Leipzig noch im gleichen Jahr die deutsche Meisterschaft zu gewinnen und sie 1938 erfolgreich zu verteidigen.
In den Diensten des SV Waldhof Mannheim erreichte Reinhardt 1943 noch einmal das Endspiel um die deutsche Meisterschaft, konnte es dieses Mal aber nicht zu seinen Gunsten entscheiden. Nach dem Ende des Zweiten Weltkriegs kehrte er kurz in seine Geburtsstadt Mülheim zurück und spielte erneut für seinen ehemaligen Verein, den RSV Mülheim. Aus beruflichen Gründen zog der studierte Arzt dann aber nach Heidelberg, wo er bereits seine Studienjahre verbracht hatte.
Der Allroundsportler Reinhardt hatte nicht nur im Handball Erfolge vorzuweisen. Er war ausgebildeter Rettungsschwimmer, betätigte sich als Boxer und gewann als 17-Jähriger mehrere Kreis- und Bezirksmeisterschaften in der Leichtathletik, u. a. als 400-Meter-Läufer. 1944 wurde er bayerischer Meister im Zehnkampf und im Diskuswurf. Während seiner Studienzeit entdeckte er seine Leidenschaft für den Basketball und sicherte sich mit der Heidelberger Universitätsmannschaft mehrere deutsche Meisterschaften (neben studentischen Meistertiteln im Handball). Auch nach seiner Studentenzeit blieb er Heidelberg treu und wurde mit der Basketballmannschaft des Turnerbunds Heidelberg zweimal Deutscher Meister.

## Sportliche Erfolge im Handball
- Olympiasieger Berlin 1936, Goldmedaille
- Deutscher Meister 1937 mit MTSA Leipzig
- Deutscher Meister 1938 mit MTSA Leipzig